# Michael Albert
Pour les articles homonymes, voir Albert.
Michael Albert est un journaliste, éditeur, essayiste et militant politique libertaire américain né le 8 avril 1947. Il est le coéditeur de Znet et coéditeur et cofondateur de Z Magazine. Il a également participé à la fondation de la maison d'édition indépendante South End Press. Il a développé avec Robin Hahnel le concept d'économie participative, qu'il considère comme une véritable alternative au système capitaliste. Lui-même se définit comme partisan de l'« abolition du marché ».
Pendant les années 1960, étudiant notamment auprès de Noam Chomsky, il fut membre des Students for a Democratic Society, et participa activement au mouvement contre la Guerre du Viêt Nam.

## Publications en français
- Après le capitalisme, Éléments d’économie participaliste, Agone, coll. « Contre-feux », 2003[2].
- L'élan du changement, Écosociété, 2004.